# Studi sul Settecento Romano
Studi sul Settecento Romano è una rivista annuale di storia dell'arte, dedicata in particolare all'approfondimento delle espressioni artistiche ed architettoniche a Roma nel corso del XVIII secolo.
È stata fondata nel 1985 da Elisa Debenedetti ed è pubblicata sotto l'egida della Sapienza - Università di Roma, della Fondazione Marco Besso e del Centro studi sulla cultura e l'immagine di Roma. Edita sino al 2012 dalla casa editrice Multigrafica, poi Bonsignori, esce oggi per i tipi della Quasar di Roma.
La rivista si occupa, attraverso un lavoro di ricerca documentaria, della totalità dei fenomeni culturali in Roma dalla fine del Seicento all'inizio dell'Ottocento. Singole tematiche sono trattate in uno o più volumi.
Tra i collaboratori della rivista sono Aloisio Antinori, Rosario Assunto, Maria Giulia Barberini, Mario Bevilaqua, Giovanni Carbonara, Bruno Contardi, Giovanna Curcio, Jörg Garms, Carlo Gasparri, Alvar González-Palacios, Christina Herrmann Fiore, Elisabeth Kieven, Tommaso Manfredi, Olivier Michel, Jennifer Montagu, Martin Olin, Susanna Pasquali, Sergio Pace, Orietta Pinelli, Simonetta Prosperi Valenti Rodinò, Steffi Röttgen, Claudio Varagnoli, John Wilton-Ely.

## Volumi
- 1/2. Committenze della famiglia Albani - Note sulla Villa Albani Torlonia (1985)
- 3. Ville e palazzi. Illusione scenica e miti archeologici (1987)
- 4. Carlo Marchionni. Architettura, decorazione e scenografia contemporanea (1988)
- 5. L'architettura da Clemente XI a Benedetto XIV. Pluralità di tendenze (1989)
- 6. Temi di decorazione: dalla cultura dell'artificio alla poetica della natura (1990)
- 7. Collezionismo e ideologia: mecenati, artisti e teorici dal classico al neoclassico (1991)
- 8. Architettura città territorio. Realizzazioni e teorie tra illuminismo e romanticismo (1992)
- 9. Alessandro Albani patrono delle arti. Architettura, pittura e collezionismo nella Roma del '700 (1993)
- 10. Roma borghese. Case e palazzetti d'affitto, I (1994)
- 11. Roma borghese. Case e palazzetti d'affitto, II (1995)
- 12. Artisti e mecenati, dipinti, disegni, sculture, carteggi nella Roma curiale (1996)
- 13. '700 disegnatore, inicisioni, progetti, caricature (1997)
- 14. Roma, la case, la città (1998)
- 15. L'arte per i giubilei e tra i giubilei del Settecento, arciconfraternite, chiese, artisti, I (1999)
- 16. L'arte per i giubilei e tra i giubilei del Settecento, arciconfraternite, chiese, personaggi, artisti, decorazioni, guide, II (2000)
- 17. Sculture romane del Settecento, I. La professione dello scultore (2001)
- 18. Sculture romane del Settecento, II. La professione dello scultore (2002)
- 19. Sculture romane del Settecento, III. La professione dello scultore (2003)
- 20. Artisti e artigiani a Roma, I, dagli Stati delle Anime del 1700, 1725, 1750, 1775 (2004)
- 21. Artisti e artigiani a Roma, II, dagli Stati delle Anime del 1700, 1725, 1750, 1775 (2005 - Premio Giacomo Lumbroso, IX edizione)
- 22. Architetti e ingegneri a confronto, I. L'immagine di Roma fra Clemente XIII e Pio VII (2006)
- 23. Architetti e ingegneri a confronto, II. L'immagine di Roma fra Clemente XIII e Pio VII (2007)
- 24. Architetti e ingegneri a confronto, III. L'immagine di Roma fra Clemente XIII e Pio VII (2008)
- 25. Collezionisti, disegnatori e teorici dal Barocco al Neoclassico, I (2009)
- 26. Collezionisti, disegnatori e pittori dall'Arcadia al Purismo, II (2010)
- 27. Palazzi, chiese, arredi e scultura, I (2011)
- 28. Palazzi, chiese, arredi e pittura, II (2012)
- 29. Artisti e artigiani a Roma, III, dagli Stati delle Anime del 1700, 1725, 1750, 1775 (2013)
- 30. Antico, Città, Architettura, I, dai disegni e manoscritti dell'Istituto Nazionale di Archeologia e Storia dell'Arte (2014)
- 31. Antico, Città, Architettura, II, dai disegni e manoscritti dell'Istituto Nazionale di Archeologia e Storia dell'Arte (2015)
- 32. Giovanni Battista Piranesi predecessori, contemporanei e successori (2016)
- 33. Temi e ricerche sulla cultura artistica, I - Antico, Città, Architettura, III (2017)
- 34. Johann Joachim Winckelmann (1717-1768) nel duplice anniversario (2018)
- 35. Temi e ricerche sulla cultura artistica, II - Antico, Città, Architettura, IV (2019)
- 36. Aspetti dell'arte del disegno: autori e collezionisti, I - Antico, Città, Architettura, V (2020)
- 37. Cardinal Alessandro Albani. Collezionismo, diplomazia e mercato nell'Europa del Grand Tour. Collecting, dealing and diplomacy in Grand Tour Europe (2021)
- 38. Aspetti dell'arte del disegno: autori e collezionisti, II (2022)
- 39. Artisti e artigiani a Roma, IV, dagli Stati delle Anime del 1700, 1725, 1750, 1775 (2023)
- 40. Il Settecento e l'Antico, I (2024)